# 梅勒佩斯蒂维安
梅勒佩斯蒂维安（法語：Maël-Pestivien，法語發音：[mɛl pɛstivjɛ̃]）是法国阿摩尔滨海省的一个市镇，位于该省西部，属于甘冈区。

## 地理
梅勒佩斯蒂维安（48°23'40"N, 3°17'48"W）面积31.29 平方千米，位于法国布列塔尼大區阿摩尔滨海省，该省份为法国西北部沿海省份，位于布列塔尼半岛北部，北濒大西洋英吉利海峡，西接菲尼斯泰尔省，南至莫尔比昂省，东临伊勒-维莱讷省。
与梅勒佩斯蒂维安接壤的市镇（或旧市镇、城区）包括：布尔布里亚克、比拉特佩斯蒂维安、凯里安、珀姆里特坎坦、蓬梅尔韦、圣尼科代姆、圣塞尔韦。

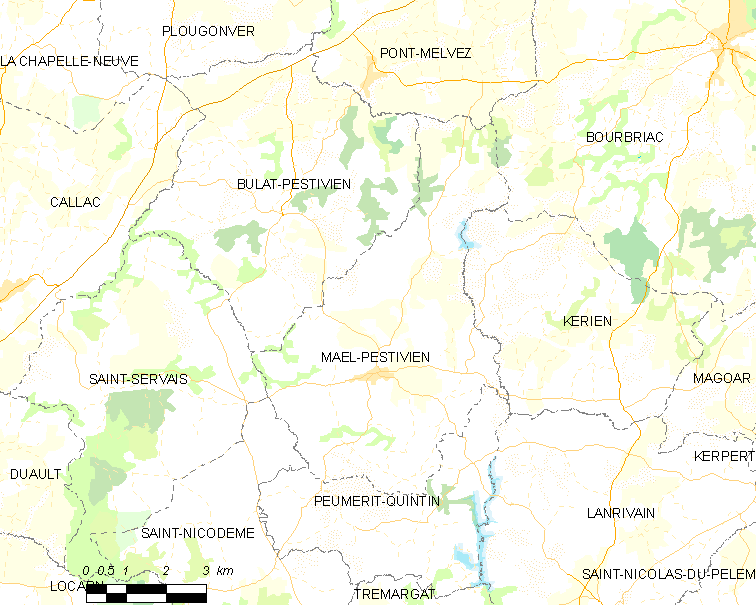
梅勒佩斯蒂维安的OSM定位图

梅勒佩斯蒂维安的时区为UTC+01:00、UTC+02:00（夏令时）。

## 行政
梅勒佩斯蒂维安的邮政编码为22160，INSEE市镇编码为22138。

## 政治
梅勒佩斯蒂维安所属的省级选区为卡拉克县。

## 人口

1962-2008年间梅勒佩斯蒂维安人口变化图示

梅勒佩斯蒂维安于2022年1月1日时的人口数量为360人。